# Rochester (Pennsylvanie)
Pour les articles homonymes, voir Rochester.
Rochester est une ville des États-Unis située dans l'ouest de l'État de Pennsylvanie, dans le comté de Beaver.

## Source
- (en) Cet article est partiellement ou en totalité issu de l’article de Wikipédia en anglais intitulé « Rochester, Pennsylvania » (voir la liste des auteurs).